# Laienspiel

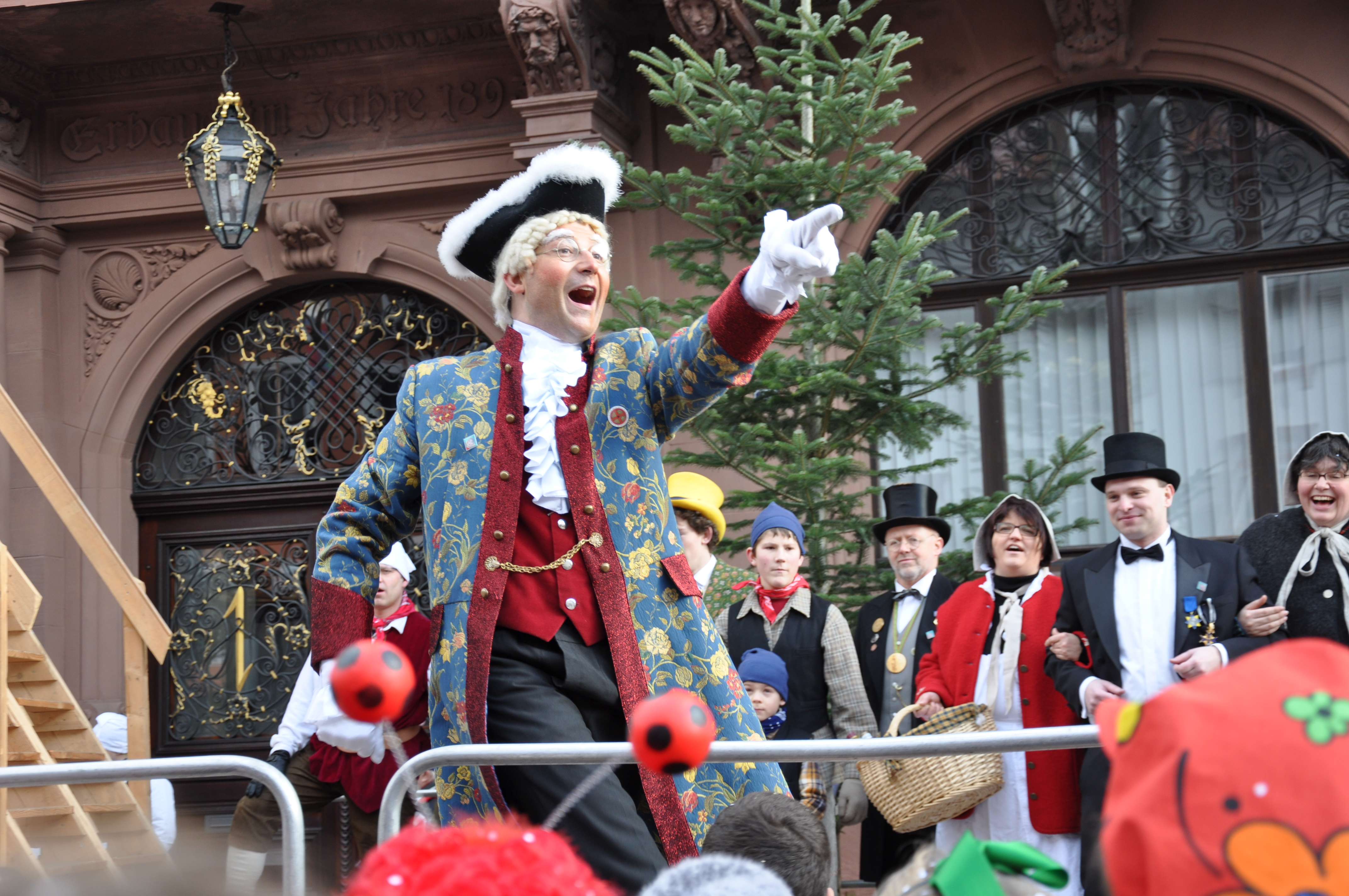
Aufführung von Georg Anton Bredelins Fastnachtsspiel Die Weibermühle von Tripstrill in Wolfach, 2012

Laienspiel oder Laientheater, früher auch Liebhabertheater, bezeichnet Theateraufführungen durch nicht konventionell ausgebildete und meist nicht bezahlte Darsteller (Laien bzw. Dilettanten oder Amateure).

## Begriff
In Bezug auf mittelalterliches Theater wird der Ausdruck Laienspiel meist als Gegensatz zu Theaterformen verstanden, in denen Angehörige des Klerus auftraten. Der Laie hat in dieser Bedeutung kein Kirchenamt. In Abgrenzung zu kirchlichen oder höfischen Anlässen wird das bürgerliche Theaterspiel oft Volkstheater genannt. Die Bezeichnung früher Theaterpraktiken als Laienspiel ist problematisch, da der heutige Begriff die Existenz eines professionellen Berufstheaters voraussetzt.
Manche Definitionen unterscheiden zwischen Laienspiel und Amateurtheater. Letzteres nehme sich das Berufstheater stärker zum Vorbild, die Darsteller erhalten zum Teil sogar eine geringe Gage, während Laienspiele zum Teil eigene Formen entwickelten. Eine Variante ist das Liebhabertheater, bei dem die Laienschauspieler teilweise sogar dafür bezahlen, auftreten zu dürfen.
Ebenso schwierig ist die Abgrenzung zwischen Theater- und Festkultur. Ob theatralische Auftritte bei gesellschaftlichen Anlässen zum Laientheater gerechnet werden, kann etwa vom Probenaufwand und der Eigenständigkeit der theatralischen Aktion abhängen. Der private Auftritt von Berufsschauspielern hat in den Medien erhebliche Bedeutung und wird ebenfalls nicht zum Laienspiel gerechnet.
Veranstalter von Laienspielen im traditionellen Sinne sind oft Heimatvereine oder Kirchengemeinden. Die Aufführungen finden selten in Theatern statt, sondern in Gemeindesälen, Wirtshäusern, Kirchen oder der Schulaula. Im Sommer finden Laienspiele auch als Open-Air-Veranstaltungen statt. Die Anzahl der Aufführungen eines Laienspiels ist meist gering, oft gibt es nur eine einzige Aufführung.
Laienbühnen seien das eigentliche „Nationaltheater“ Amerikas, behauptete der amerikanische Theaterwissenschaftler Hubert Heffner im Jahr 1936. Die aktive Teilnahme von Zehntausenden von lebenden Darstellern sei besser als das „Konservendrama“ des Kinos; das Handbuch, in dem Heffners Bemerkungen gedruckt wurden, wurde „eine Art Bibel des Laienspiels“ (a kind of Bible of amateur dramatics).
Eine vermittelnde Stellung zwischen dem Laienspiel und kirchlichem Brauchtum nehmen die seit den 1980er Jahren von italienischen Immigranten in Deutschland begründeten Prozessionsspiele ein, wie etwa das Bensheimer Passionsspiel oder entsprechende Aufführungen in Stuttgart-Bad Cannstatt, Saarlouis oder Ulm.

## Geschichte
Die Wurzeln des Laienspiels vor allem im ländlichen Bereich sind zum Teil in den geistlichen Spielen des Mittelalters zu finden, die sich von ihren kultischen Funktionen gelöst hatten und überwiegend dem Zeitvertreib, der künstlerischen Betätigung und der stadtbürgerlichen Selbstdarstellung dienten. Bis zur Entwicklung eines Berufstheaters im eigentlichen Sinne in der Renaissance durch die Schauspieler der Commedia dell’arte wurden praktisch alle theatralen Aufführungen durch Laien bewerkstelligt. Außerdem sind geistliche Spielen nicht in derselben Kategorie wie Vergnügungen zu bewerten. Inwieweit Passionsspiele, Krippenspiele oder ähnliche Aufführungen wie z. B. Johannesspiele zum Laienspiel gehören, lässt sich nur im Einzelfall entscheiden. Einige wenige spätmittelalterliche und frühneuzeitliche Spieltraditionen haben sich bis heute erhalten, etwa die schweizerische Fête des Vignerons.
Theater zur Bildung statt zur Belustigung ist bis zum 18. Jahrhundert mehrheitlich Laientheater, ebenso wie die in höfische und städtische Feste eingebundenen Theaterformen. Der Beruf des Schauspielers wurde seit der französischen Klassik zunehmend aufgewertet. Die Wanderbühnen präsentierten oft Mischformen von Laientheater und professionellem Theater. Mit der Idee des Nationaltheaters im 19. Jahrhundert, das ein festes Ensemble mit kanonischen Repertoire besitzen sollte, verlor das Laientheater seine beherrschende Stellung im bürgerlichen Milieu.
Die Aufführungen in den Salons des 18. und 19. Jahrhunderts sind nach den oben genannten Kriterien zwar als Laienspiel anzusehen, trotzdem erscheint der Begriff problematisch, ja anachronistisch, da seinerzeit nicht von Laien, sondern von Dilettanten oder Liebhabern (Amateuren) gesprochen wurde.
Ab Anfang des 20. Jahrhunderts entstanden in Deutschland zahlreiche Natur- und Freilichtbühnen, die dem Laienspiel starken Zulauf brachten. Eine Aufwertung des Volksbegriffes durch die Völkische Bewegung, die zum Teil politisch instrumentalisiert war, gab auch dem Laientheater größere Bedeutung. Künstler wie Adolphe Appia, Émile Jaques-Dalcroze oder der Reformpädagoge Martin Luserke mit der damals ersten und einzigen Theaterhalle einer deutschen Schule (siehe auch: Schule am Meer auf Juist) speziell für das Laienspiel schufen Mischformen zwischen laienhaften und professionellen Theateranlässen.
Heute ist das Laienspiel im Vereinsmilieu weiterhin aktiv, aber auch professionelle Regisseure setzten Laien. Das Regie-Kollektiv Rimini Protokoll, etwa, setzt Laien ein, nennt sie aber „Experten des Alltags.“ Sie suchen Menschen aus gewissen Berufsgruppen (Bestattungsunternehmer, Flugbegleiter usw.) und setzen sie in entsprechende Rollen ein.

## BAG und Bärenreiter-Verlag
Ein spezieller Anreger, Förderer, Herausgeber und Sammler war 1953 der Gründer des Laienspiel-Bundes (heute: Bundesarbeitsgemeinschaft Spiel und Theater), Rudolf Mirbt, der mit vielen seiner im Bärenreiter-Verlag herausgegebenen Stücke einerseits viel „Volksgut“ gesammelt hat, andererseits aber auch viele Stoffe bewusstseinsbildend aufbereitete.

## Abgrenzung zum Profitheater
Aus dem Laienspiel heraus entwickelten sich gerade im bayerischen und österreichischen Bauerntheater immer wieder professionelle Gruppen (z. B. Exl-Gruppe in Tirol, Schlierseer Bauerntheater, Peter Steiner). Auch das Theater Lindenhof im württembergisch-schwäbischen Melchingen hat sich aus einer Laienspielgruppe des Freien Theaters entwickelt. In einzelnen Stücken kommen dort noch Laiendarsteller auf der Bühne zum Zuge, etwa bei der Inszenierung des historischen Mössinger Generalstreiks im bundesweit beachteten Stück Ein Dorf im Widerstand aus dem Jahr 2013. Das Theater Lindenhof gilt als das erste und bislang einzige Regionaltheater Deutschlands. Für seine Inszenierungen hat es während seines inzwischen über 30-jährigen Bestehens zahlreiche Theaterpreise – insbesondere in Baden-Württemberg – erhalten.

## Neue Formen im internationalen Vergleich
Das Laienspiel, im Englischen oft community theater genannt, kann hybride Formen nehmen, wie etwa Sally Gordon in Los Angeles, die mit ihrem Firebird Theater Company von 1977 bis 1987 eine Mischung aus Kinder- und Volkstheater inszenierte. Die südkalifornische Initiative adaptierte Mythen, Volksmärchen, klassische und eigene Stücken und ging mit ihnen auf Tournee. Die Aufführungen fanden in Schulen, Museen und Bibliotheken, auf Festivals, in Theatern, Gefängnissen und Seniorenzentren und sogar an Arbeitsplätzen für körperlich und geistig behinderte Erwachsene statt. Bei den meisten Produktionen kamen Live-Musik, Tanz, Masken und eine Form der Publikumsbeteiligung zum Einsatz.

## Traditionsreiche Laienspiele
Einige Laienspiele blicken auf eine jahrhundertealte  Geschichte zurück und sind immer noch am Ort lebendig. Ursprünge vor dem 20. Jahrhundert haben im deutschsprachigen Raum u. a. folgende Laienspiele:
Deutschland
- Theatergesellschaft Bad Endorf
- Schützentheater Biberach
- Further Drachenstich
- Ritterschauspiele Kiefersfelden
- Volkstheater Flintsbach am Inn
- Ehrsames Narrengericht zu Grosselfingen
- Oberammergauer Passionsspiele
- Rutentheater Ravensburg
- Passions- und Heiligenspiele in Waal

Österreich
- Passionsspiele Erl (Tirol)
- Innsbrucker Ritterspiele (Tirol)
- Passionsspiele Thiersee

Schweiz
- Tellspiele Altdorf UR
- Japanesenspiele Schwyz

## Zitate
- „Theaterspiel nicht berufsmäßiger Schauspieler, das insbesondere von Jugend-, aber auch Erwachsenenverbänden und den Kirchen gepflegt wird. Gespielt werden kleinere und größere Schauspiele; zum Laienspiel gehören aber auch Vorführungen pantomimischer, gymnastischer, tänzerischer Art.“ (aus Brockhaus Enzyklopädie)